# Stela (1990.)
Stela, hrvatski/jugoslavenski dugometražni film iz 1990. godine.